# SPICE
SPICE (acrònim anglès de "Simulation Program with Integrated Circuit Emphasis", Programa de simulació amb èmfasi en circuit integrat ") és un simulador de circuits electrònics analògics de codi obert de propòsit general. És un programa utilitzat en circuits integrats i disseny a nivell de placa per comprovar la integritat dels dissenys de circuits i predir el comportament dels circuits.
SPICE va ser desenvolupat al Laboratori d'Investigació Electrònica de la Universitat de Califòrnia, Berkeley per Laurence Nagel amb la direcció del seu assessor d'investigació, el Prof. Donald Pederson. SPICE1 és en gran part un derivat del programa CÀNCER, en el qual Nagel havia treballat sota la direcció del Prof. Ronald Rohrer. CANCER és l'acrònim de "Computer Analysis of Nonlinear Circuits, Excluding Radiation", una pista del liberalisme de Berkeley als anys seixanta: en aquests moments molts simuladors de circuits es van desenvolupar sota contractes amb el Departament de Defensa dels Estats Units que requerien la capacitat d'avaluar la duresa de la radiació d'un circuit. Quan l'assessor original de Nagel, el Prof. Rohrer, va deixar Berkeley, el Prof. Pederson es va convertir en el seu assessor. Pederson va insistir que CANCER, un programa propietari, es reescrigués prou com perquè es poguessin eliminar les restriccions i el programa es pogués posar al domini públic.